# Zespół Bardeta-Biedla

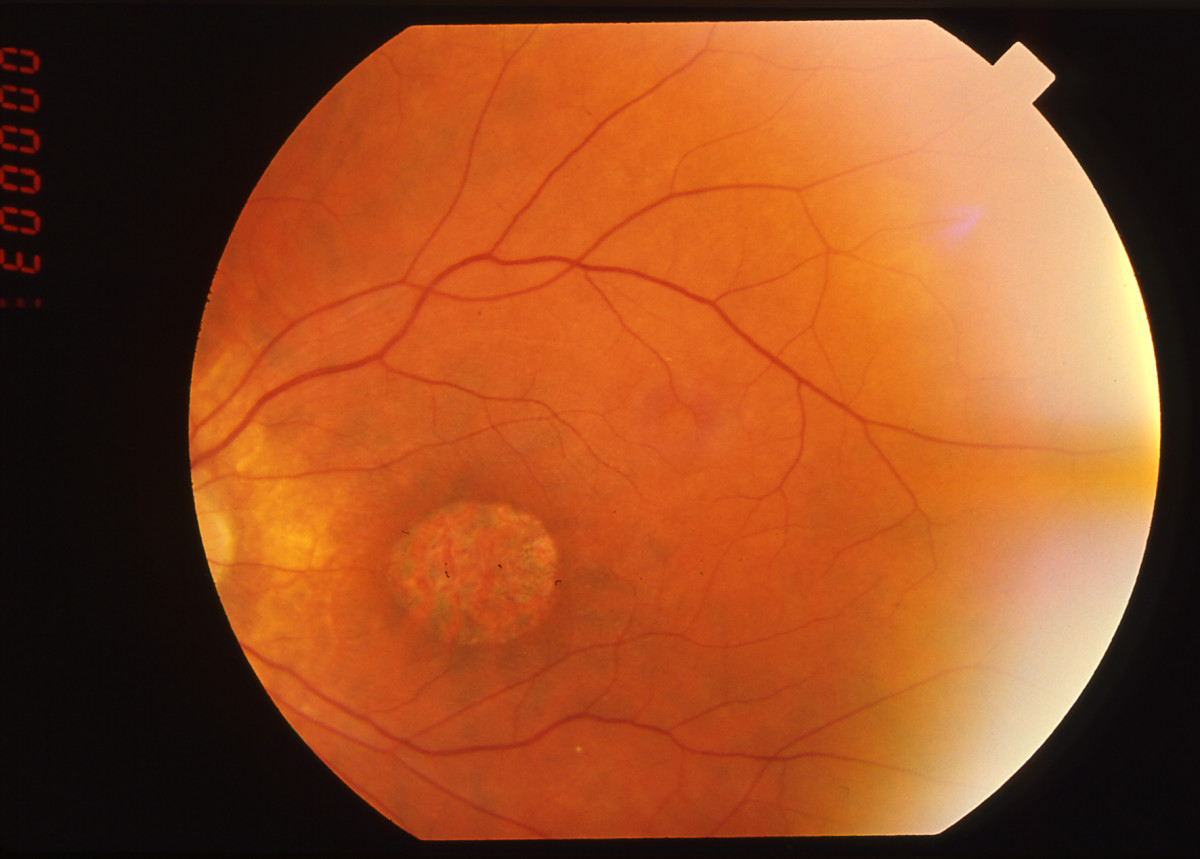
Dno oka 31-letniego pacjenta z zespołem Bardeta-Biedla

Zespół Bardeta-Biedla (ang. Bardet-Biedl syndrome, BBS) – uwarunkowany genetycznie zespół wad wrodzonych, charakteryzujący się otyłością, retinopatią barwnikową, polidaktylią, opóźnieniem umysłowym, hipogonadyzmem i niekiedy także niewydolnością nerek. Nazwa zespołu upamiętnia Georges’a Bardeta i Arthura Biedla. Niegdyś opisywano zespół Laurence’a-Moona-Bardeta-Biedla; obecnie zespół Laurence'a-Moona oraz BBS traktowane są jako odrębne jednostki chorobowe.

## Rozpoznanie
Zaproponowano kryteria rozpoznawcze zespołu:

Objawy duże:
- dystrofia czopkowo-pręcikowa
- polidaktylia
- otyłość
- trudności w uczeniu się
- hipogonadyzm u mężczyzn
- wady nerek

Objawy małe:
- zaburzenia mowy
- zez, zaćma, astygmatyzm
- brachydaktylia, syndaktylia
- opóźnienie rozwoju
- poliuria, polidypsja (nerkowa moczówka prosta)
- ataksja, niezborność ruchów
- łagodna spastyczność (zwłaszcza kończyn dolnych)
- cukrzyca
- zaburzenia rozwoju zębów (stłoczenie zębów, hipodoncja, słabe wykształcenie korzeni), wysokie podniebienie
- przerost lewej komory, wrodzone wady serca
- marskość wątroby.

Do rozpoznania wystarczają ≥4 objawy duże lub 3 objawy duże i ≥2 z objawów małych.